# Konferencja w Jabłonnie (1962)
Konferencja w Jabłonnie – międzynarodowa konferencja naukowa zorganizowana przez Polską Akademię Nauk pod przewodnictwem Leopolda Infelda w lipcu 1962 roku w Warszawie (1 wykład) i w podwarszawskiej Jabłonnie. Tematem konferencji była Ogólna teoria względności i grawitacja. Konferencja była ważna, ponieważ umożliwiła pierwsze spotkanie fizyków z Zachodu i Wschodu. Wzięło w niej udział 114 uczestników, byli obecni wszyscy czołowi fizycy zajmujący się ogólną względnością i grawitacją, w tym laureaci Nagrody Nobla. Konferencję sponsorowała Polska Akademia Nauk, UNESCO i Międzynarodowa Unia Fizyki Czystej i Stosowanej (IUPAP).

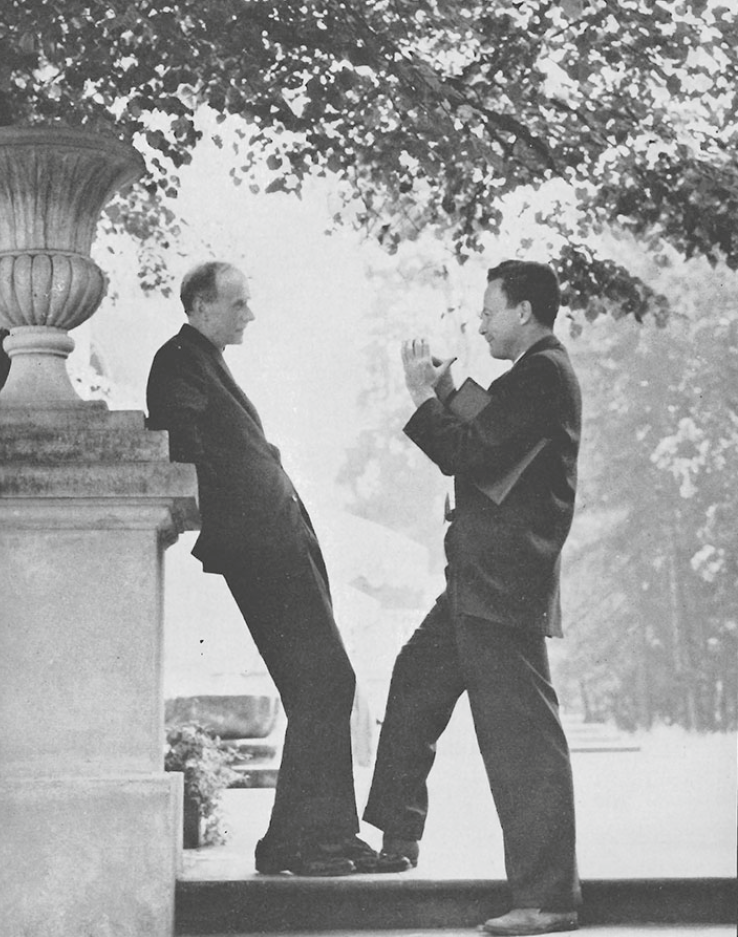
Paul Dirac i Richard Feynman w Jabłonnie koło Warszawy. Lipiec 1962.

## Cel zorganizowania konferencji
Pomysł organizowania cyklicznych międzynarodowych konferencji na temat ogólnej teorii względności i grawitacji narodził się po II wojnie światowej. W 1955 roku, z okazji pięćdziesiątej rocznicy powstania szczególnej teorii względności, zorganizowano międzynarodową konferencję w Bernie. W spotkaniu wzięło udział 89 naukowców, jednak podział polityczny świata był widoczny w liczbie uczestników z Zachodu (85) i Wschodu (3). W Bernie postanowiono zorganizować kolejną konferencję w 1957 roku w Chapel Hill (USA), w której wzięło udział tylko 46 naukowców, bez udziału ze Wschodu. W 1959 roku odbyła się kolejna konferencja we Francji, w której wzięło udział 119 naukowców, w tym 8 ze Wschodu. W Royaumont zdecydowano, że kolejna konferencja powinna odbyć się w Polsce, a prof. Leopold Infeld został przewodniczącym Lokalnego Komitetu Organizacyjnego. Bez jego statusu i wpływów, nie byłoby możliwe zorganizowanie konferencji w Jabłonnie.
Położenie geograficzne i dążenie prof. Infelda do przyciągnięcia uczestników ze Wschodu przywiodły do Jabłonny 114 uczestników, w tym 33 ze Wschodu. Była to pierwsza okazja po II wojnie światowej do spotkania tak dużej grupy fizyków z Zachodu i Wschodu, co pozwoliło na trwałe dyskusje między naukowcami z różnych krajów. Obecna była cała czołówka fizyków zajmujących się tematem konferencji, w tym Paul Dirac, Richard Feynman, John Archibald Wheeler, Hermann Bondi, Subrahmanyan Chandrasekhar, Bryce DeWitt, Witalij Ginzburg, Dmytro Iwanenko, André Lichnerowicz i inni. Główne tematy dyskusji koncentrowały się na promieniowaniu grawitacyjnym, grawitacji kwantowej i rozwiązaniach równań pola Einsteina.

## Seria konferencji GRG
Konferencja w Jabłonnie nazwana została później jako GRG3, gdyż była kolejną z serii konferencji na temat Ogólnej teorii względności i grawitacji (General Relativity and Gravitation). Poprzednie konferencje odbyły się w 1955 w Bernie w Szwajcarii (GRG0), w 1957 w Chapel Hill w Stanach Zjednoczonych (GRG1) i 1959 w Royaumont we Francji (GRG2).

## Przebieg konferencji
Pierwszy wykład wygłosił profesor John Lighton Synge w Warszawie w Pałacu Staszica w Warszawie, a następnie konferencja została przeniesiona do Jabłonny.

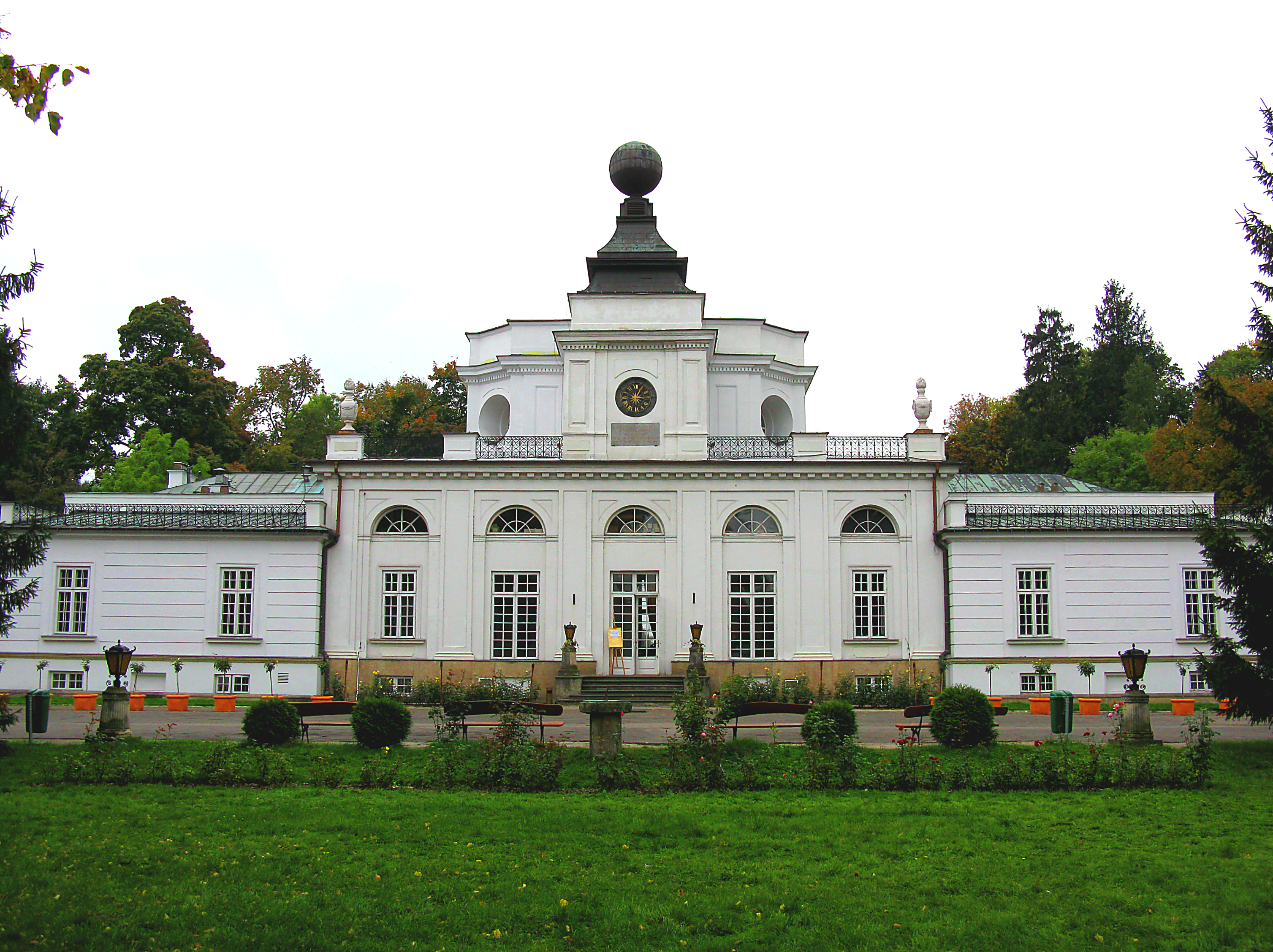
Pałac w Jabłonnie, miejsce konferencji

Konferencja została nagrana i następnie opublikowana w Acta Physica Polonica (1963).

### Komitet organizacyjny[1]
- Stanisław Bażański
- Iwo Białynicki-Birula
- Wilhelm Billig
- Henryk Golański
- Leopold Infeld – przewodniczący
- Róża Michalska
- Witold Nowacki
- Jerzy Plebański
- Jerzy Rayski
- Leonard Sosnowski
- Andrzej Trautman
- Włodzimierz Tulczyjew
- Józef Werle
- Jan Weyssenhoff – wiceprzewodniczący

### Wykłady i seminaria[1]
- J. L. Synge(inne języki), Relativistic interpretation and modification of Newtonian models („Relatywistyczna interpretacja i modyfikacja modeli newtonowskich”)
- S. Mandelstam(inne języki), On the quantum theory of gravitation („O kwantowej teorii grawitacji”)
- J. L. Anderson, Q-number coordinate transformations and the ordering problem in general relativity
- C. B. Rayner, Elasticity in general relativity („Elastyczność w ogólnej teorii względności”)
- G. Dautcourt, Gravitationsfelder mit isotropem Killingvektor („Pola grawitacyjne z izotropowym wektorem Killinga”)
- H. J. Treder(inne języki), Über Lösungen der Einsteinschen Gravitationsgleichungen, bei denen de Determinante g auf niederdimensionierten Mannigfaltigkeiten verschwindet („O rozwiązaniach równań grawitacyjnych Einsteina, w których wyznacznik g zanika na niskowymiarowych rozmaitościach”)
- C. Møller, Conservation laws and absolute parallelism in general relativity („Prawa zachowania i równoległość absolutna w ogólnej teorii względności”)
- J. Plebański, Tetrads and conservation laws („Tetrady i prawa zachowania”)
- V. L. Ginzburg, Experimental tests of general relativity („Eksperymentalne testy ogólnej teorii względności”)
- L. I. Schiff(inne języki), Proposed gyroscope experiment to test general relativity theory („Propozycja eksperymentu żyroskopowego w celu sprawdzenia ogólnej teorii względności”)
- A. Z. Petrov(inne języki), The type of space – the type of energy momentum tensor in general theory of relativity („Rodzaj przestrzeni – rodzaj tensora pędu energii w ogólnej teorii względności”)
- E. Schmutzer(inne języki), Spinors and bispinors in Riemannian space („Spinory i bispinory w przestrzeni Riemanna”)
- N. Rosen(inne języki), Conservation laws and flat-space metric in general relativity („Prawa zachowania i metryka płaskiej przestrzeni w ogólnej teorii względności”)
- N. V. Mitzkevic(inne języki), On localizability of gravitational energy („O lokalizowalności energii grawitacyjnej”)
- E. T. Newman(inne języki), A generalization of the Schwarzschild metric („Uogólnienie metryki Schwarzschilda”)
- R. K. Sachs(inne języki), Characteristic Initial value problem for gravitational theory („Problem charakterystycznej wartości początkowej dla teorii grawitacji”)
- I. Robinson, A. Trautman, Exact degenerate solutions of Einstein’s equations („Dokładne zdegenerowane rozwiązania równań Einsteina”)
- H. Bondi, Radiation from isolated system („Promieniowanie z systemu izolowanego”)
- M. A. Tonnelat(inne języki), Energie gravitionelle et lois du mouvement dans une theorie lineaire et minkowskienne du champ de gravitation („Energia grawitacyjna i prawa ruchu w liniowej i Minkowskiej teorii pola grawitacyjnego”)
- A. L. Zelmanov(inne języki), Chronometrical invariants and some applications of them („Inwarianty chronometryczne i niektóre ich zastosowania”)
- Ya. P. Terletski, Negative mass particles („Cząstki o masie ujemnej”)
- J. E. Hogarth, Cosmological considerations of the absorber theory of radiations („Kosmologiczne rozważania na temat absorpcyjnej teorii promieniowania”)
- D. W. Sciama, Retarded potentials and the expansion of the Universe („Potencjały opóźnione i rozszerzanie się Wszechświata”)
- B. S. DeWitt(inne języki), The quantization of geometry („Kwantyzacja geometrii”)
- P. G. Bergmann(inne języki), Asymptotic properties of gravitating systems („Właściwości asymptotyczne układów grawitacyjnych”)
- P. A. M. Dirac, The motion of an extended particle in the gravitational field („Ruch wydłużonej cząstki w polu grawitacyjnym”)
- A. Lichnerowicz, Commutateurs et anticommutateurs en relativite generale
- C. Misner, Waves, Newtonian fields and coordinate functions („Fale, pola Newtona i funkcje współrzędnych”)
- R. P. Feynman, The quantum theory of the gravitational field („Kwantowa teoria pola grawitacyjnego”)
- J. V. Narlikar(inne języki), Neutrinos and the absorber theory of radiation („Neutrina i absorpcyjna teoria promieniowania”)
- L. H. Thomas(inne języki), Gravitation as an interaction between the small and the large („Grawitacja jako interakcja między małym i dużym”)
- I. Robinson, A. Schild, Degeneracy and shear („Degeneracja i ścinanie”)
- H. Bondi, The steady state universe („Wszechświat w stanie ustalonym”)
- O. Costa de Beauregard(inne języki), Effet inertial de Spin en translation
- D. Finkelstein(inne języki), General relativity and elementary particles („Inercyjny efekt spinu w translacji”)
- R. Arnowitt(inne języki), Asymptotic coordinate conditions, the wave front theorem and properties of energy and momentum („Asymptotyczne warunki współrzędnych, twierdzenie o fali czołowej i właściwości energii i pędu”)
- N. V. Mitzkevic(inne języki), A four dimensional symmetrical canonical formalism in field theory („Czterowymiarowy symetryczny formalizm kanoniczny w teorii pola”)
- M. Trümper, On a characterization of non-degenerate static vacuum fields by means of test particle motion („O charakterystyce niezdegenerowanych statycznych pól próżni za pomocą ruchu cząstek testowych”)
- J. A. Wheeler, Mach’s principle as boundary condition for Einstein’s equations („Zasada Macha jako warunek brzegowy dla równań Einsteina”)
- V. A. Fock, The uniqueness of the mass tensor and Einstein’s equations („Unikalność tensora masy i równania Einsteina”)
- R. Penrose, The light cone of infinity („Stożek świetlny nieskończoności”)
- A. L. Zelmanov(inne języki), On the behaviour of the scale-factor in an anisotropic non-homogeneous universe („O zachowaniu się współczynnika skali w anizotropowym, niehomogenicznym wszechświecie”)